# Hipsheim
Hipsheim is een gemeente in het Franse departement Bas-Rhin (regio Grand Est) en telt 768 inwoners (2004). De plaats maakt deel uit van het arrondissement Sélestat-Erstein.

## Geografie
De oppervlakte van Hipsheim bedraagt 4,5 km², de bevolkingsdichtheid is 170,7 inwoners per km².
De onderstaande kaart toont de ligging van Hipsheim met de belangrijkste infrastructuur en aangrenzende gemeenten.

## Demografie
Onderstaande figuur toont het verloop van het inwonertal (bron: INSEE-tellingen).